# Werner Romberg

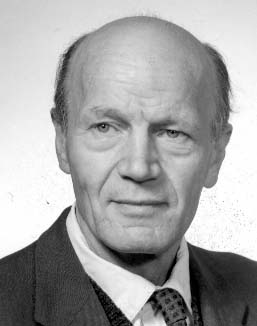
Werner Romberg

Karl Werner Romberg (* 16. Mai 1909 in Schöneberg bei Berlin; † 5. Februar 2003 in Heidelberg) war ein deutsch-norwegischer Mathematiker und Physiker.
Romberg studierte ab 1928 Mathematik und Physik in Heidelberg und München. In München hörte er Mathematik unter anderem bei Oskar Perron und Constantin Carathéodory. Er promovierte 1933 an der Münchener Universität bei Arnold Sommerfeld (Dissertation: Zur Polarisation des Kanalstrahllichtes). Noch im selben Jahr emigrierte Romberg, der im Jargon der Nationalsozialisten als „Halbjude“ galt, in die Sowjetunion und war 1934 bis 1937 als theoretischer Physiker an der Universität von Dnipro (damals Dnipropetrowsk) tätig. 1938 ging er über Prag (Institut für Astrophysik) nach Norwegen, wo er in Oslo Assistent von Egil Hylleraas wurde. Er arbeitete auch kurz an der Technischen Universität Trondheim (NTH) mit Johan Holtsmark (1894–1975), der dort einen Van-de-Graaff-Generator aufbaute. Vor der deutschen Besetzung Norwegens floh er nach Schweden (Uppsala). 1941 wurde er vom Deutschen Reich ausgebürgert, 1943 wurde ihm sein Doktorgrad aberkannt. 
Nach dem Krieg war er von 1949 bis 1968 Professor an der TH Trondheim (ab 1960 als Leiter der Abteilung Angewandte Mathematik). In Norwegen baute er eine Forschungsgruppe für Numerische Analysis auf und war an der Einführung von digitalen Computern beteiligt (so an der des ersten Computers GIER an der NTH). Von 1968 bis 1977 war er Inhaber des Lehrstuhls für mathematische Methoden der Naturwissenschaften und Numerik an der Universität Heidelberg. Er behielt aber seine norwegische Staatsbürgerschaft.
Romberg lieferte Beiträge zur Numerik von Differentialgleichungen und der numerischen Integration, zum Beispiel das Rombergsche Extrapolationsverfahren 1955 (es gab dazu aber Vorgängerarbeiten wie von Karl Kommerell und die Bauingenieure Mario Salvadori und Melvin L. Baron).